# George Dern
George Henry Dern, född 8 september 1872 i Dodge County, Nebraska, död 27 augusti 1936 i Washington, D.C., var en amerikansk demokratisk politiker. Han var Utahs guvernör 1925–1933 och USA:s krigsminister från 1933 fram till sin död. 

## Biografi
Dern studerade i Nebraska och var sedan verksam inom gruvindustrin i Utah. Han var med om att utveckla Holt-Dern ugnen som användes inom gruvdriften.
Dern efterträdde 1925 Charles R. Mabey som Utahs guvernör och efterträddes 1933 av Henry H. Blood.
Som USA:s krigsminister under Franklin D. Roosevelt hade Dern ansvaret för arméns andel i New Deal-programmet Civilian Conservation Corps. Dern avled 1936 i ämbetet och gravsattes på Mount Olivet Cemetery i Salt Lake City.
Han var farfar till skådespelaren Bruce Dern och därmed farfars far till skådespelaren Laura Dern.